# Komitat Szerém
Komitat Szerém (węg. Szerém vármegye, chorw. Srijemska županija) – komitat Królestwa Węgier i Trójjedynego Królestwa Chorwacji, Slawonii i Dalmacji. W 1910 roku liczył 414 234 mieszkańców, a jego powierzchnia wynosiła 6865,80 km². Jego stolicą był Vukovar.
Jego północną granicę wyznaczał Dunaj, a południową Sawa. Graniczył z komitatami Bács-Bodrog, Verőce, Pozsega i Torontál, a także z Królestwem Serbii oraz Kondominium Bośni i Hercegowiny.